# Герб Талалаївського району
Герб Талала́ївського райо́ну — офіційний символ Талалаївського району Чернігівської області, затверджений 26 березня 2004 року рішенням Талалаївської районної ради.

## Опис
На зеленому щиті з золотою облямівкою срібна браму з вежею, золотими дахами й воротами. В отворі відчинених воріт золоте серце; над брамою справа золотий уширений хрест, зліва восьмипроменева золота зірка. Знизу щит перетятий однією ламаною і трьома прямими золотими нитяними балками.
Комп'ютерна графіка — К. М. Богатов.